# Microlicia mucugensis
Microlicia mucugensis là một loài thực vật có hoa trong họ Mua. Loài này được (Wurdack) Almeda & A.B. Martins mô tả khoa học đầu tiên năm 2001.